# Republika Karelija
Karelija (tudi Karjala, uradno Republika Karelija, rusko Каре́лия, Ка́рьяла, Респу́блика Каре́лия, karelsko Karjalan tazavaldu, Karjalan respubliekku, finsko Karjalan tasavalta, vepsko Karjalan Tazovaldkund) je avtonomna republika Ruske federacije v Severozahodnem zveznem okrožju. Meji na Murmansko, Arhangelsko, Vologdsko in Leningrajsko oblastjo ter Finsko na obali Karelijske ožine.
Ustanovljena je bila 8. junija 1920, najprej kot Karelska komuna in nato kot Karelska avtonomna sovjetska socialistična republika (ASSR) v okviru RSFSR (Ruske sovjetske federativne socilaistične republike), takrat še v nekoliko zmanjšanem obsegu vse do sovjetsko-finske vojne 1939–40, v kateri je Sovjetska zveza osvojila vzhodna ozemlja Finske in jih priključila novoustanovljeni Karelo-Finski SSR kot eni od takratnih 16 zveznih republik ZSSR (ustanovljena je bila približno hkrati s tremi pribaltskimi SSR in Moldavijo). Republika je bila za razliko od ostalih omenjenih ukinjena že leta 1956, ko so jo spet priključili RSFSR in ponovno preimenovali v Karelsko ASSR, po razpadu SZ pa v Republiko Karelijo v okviru Ruske federacije.